# Полярный шмель
Bombus polaris — вид шмелей, обитающий в Арктике.

## Ареал
Ареал полярного шмеля образует кольцо вокруг Северного полюса. Этот шмель обитает в Канаде, в арктической части Аляски, на арктических островах (острове Девон, острове Элсмир, Баффиновой Земле, в Гренландии), на севере Скандинавии и России (в Ненецком и Ямало-Ненецком автономных округах, в Якутии, на Чукотке).

## Описание
Полярный шмель покрыт густыми волосками для теплоизоляции. Окраска может быть различной, но чаще всего грудь чёрная с оранжево-жёлтыми полосками по краям, брюшко оранжево-жёлтое, иногда его конец может быть чёрный.

## Биология
Полярный шмель — опылитель большинства арктических растений. Он опыляет полярные маки, родиолу розовую («полярную розу»), арктические ивы и другие растения.

## Естественные враги и хищники
Шмели другого вида, Bombus hyperboreus, вторгаются в гнёзда полярного шмеля, убивают маток и заставляют рабочих шмелей «работать на себя» — клептопаразитизм.
Служит пищей таким птицам, как канадский песочник, обыкновенная гага, морянка.